# Westelijke zwarte neushoorn
De westelijke zwarte neushoorn (Diceros bicornis longipes), een ondersoort van de zwarte neushoorn, werd op 7 juli 2006 als totaal uitgestorven verklaard.

## Kenmerken
De westelijke zwarte neushoorn had een lengte van 3,0–3,8 meter en een hoogte van 1,4–1,7 meter en woog 790 tot 1.400 kilogram. Deze neushoorn had twee hoorns. De eerste mat een 0,55–1,3 meter en de tweede 2,5–56 centimeter.

## Verspreiding
Het graasdier kwam vroeger talrijk voor op de savanne van Centraal-Afrika maar wildstroperij had hun aantal sterk doen dalen.

## Bescherming
De westelijke zwarte neushoorn was een veel bejaagde prooi in het begin van de 20ste eeuw, maar in 1930 nam hun aantal weer toe dankzij beschermende maatregelen. Nadien namen de beschermende maatregelen af net als het aantal neushoorns. In de jaren 1980 bedroeg hun populatie nog een honderdtal. De stroperij ging echter door en in 2000 waren er nog tien levende exemplaren gevonden. In 2006 werd een zoektocht gehouden in het noorden van Kameroen, hun laatst overgebleven habitat. Er werden echter geen exemplaren gevonden. Dit had als gevolg dat de IUCN de westelijke zwarte neushoorn als kritiek/waarschijnlijk uitgestorven verklaarde, aangezien ook geen exemplaren in gevangenschap werden gehouden. Anno 2011 beschouwt het IUCN de soort als effectief uitgestorven.